# Pseudoniem
Een pseudoniem (uitspraak: [ˌpsœydoˈnim] of [ˌpsødoˈnim]; Oudgrieks: ψευδώνυμον, letterlijk "valse naam"), alias (Latijn) of schuilnaam is de aangenomen naam van een of meer personen die duidelijk afwijkt van de corresponderende persoonsnaam of persoonsnamen. Het pseudoniem is een zelfgekozen naam en moet dus worden onderscheiden van een door anderen verleende bijnaam (of eveneens alias), zoals Willem de Zwijger (Willem van Oranje), en een door anderen gebezigde persoons- of auteursaanduiding, bijvoorbeeld De zwaan van de Avon (Shakespeare). Een pseudoniem wordt veelal aangenomen voor gebruik in de publieke ruimte. Een persoon kan een of meer pseudoniemen aannemen, maar ook kan een groep mensen onder één pseudoniem werken, zoals het wiskundecollectief Nicolas Bourbaki. Het pseudoniem bestond al voor de uitvinding van de boekdrukkunst. Sommige artiesten gebruiken een artiestennaam, die erg kan lijken op de geboortenaam, maar soms ook een zeer afwijkende schuilnaam kan zijn.
Soms verwijst een pseudoniem als anagram of palindroom naar de echte naam van de kunstenaar, zoals Marc Sleen voor Marcel Neels en Voltaire voor Arouet l.j. Ook kan het pseudoniem verwijzen naar een hoedanigheid van de persoon, zoals Multatuli, Latijn voor "ik heb veel geleden", een pseudoniem van Eduard Douwes Dekker, of naar een beroep, zoals De Schoolmeester voor Gerrit Jz. van de Linde, die werkzaam was op een kostschool, of Lee Towers voor Leen Huijzer, die van beroep torenkraanmonteur was.

## Soorten pseudoniemen en verwante begrippen
Artiesten gebruiken een 'artiestennaam', een naam waaronder zij als artiest bekend zijn. Deze hoeft niet per se af te wijken van de geboortenaam, en kan er een variant op of een deel van zijn. Veel artiesten gebruiken een pseudoniem als artiestennaam. Artiestennamen worden gebruikt in de kleinkunst, het theater, film en televisie, de populaire muziek en de showbusiness. Voorbeelden van artiestennamen zijn Marilyn Monroe voor Norma Jean Baker, André van Duin voor Adrianus Marinus (Adri) Kyvon en Drs. P voor Heinz Hermann Polzer. Een schrijverspseudoniem wordt ook wel een nom de plume (letterlijk pennaam) genoemd. Voorbeelden zijn J. Bernlef voor Hendrik Jan Marsman en Nescio voor Jan Hendrik Frederik Grönloh.
Er bestaan enkele andere begrippen die een zekere betekenisoverlap hebben met de term pseudoniem, maar toch niet snel een "pseudoniem" genoemd zullen worden. Voorbeelden:
- Een deknaam of codenaam wordt aangenomen door (of toegewezen aan) speurders of spionnen die zich met het oog op hun geheime missie voordoen als een ander. Informanten van de Stasi van de voormalige DDR kregen een deknaam met daarvoor de letters "IM" voor Inoffizieller Mitarbeiter, onofficiële medewerker, zoals "IM Schubert", de deknaam van Holm Singer.
- Een nom de guerre (Frans: oorlogsnaam) was oorspronkelijk de naam die een strijder in een oorlog aannam om daarmee faam te verwerven, maar de term wordt ook ruimer toegepast, bijvoorbeeld voor polemisten.
- Een nickname is een zelfgekozen naam die de anonimiteit van de gebruiker op internetfora moet waarborgen. Een nickname kan vrij sterk afwijken van een gewone persoonsnaam, bijvoorbeeld omdat er cijfers of symbolen in voorkomen.
- Een nomen à clef is een verbasterde eigennaam van een echt bestaande persoon die voor de goede verstaander nog steeds herkenbaar is. Dit stijlfiguur wordt wel gebruikt in allegorieën en sleutelromans (romans à clef).
- Als een acteur vaak in een bepaalde rol speelt, kan die rol als pseudoniem worden beschouwd. Voorbeelden zijn Tom Manders, die optrad als Dorus, en Leonard Slye, die op het witte doek Roy Rogers heette.

## Redenen voor pseudonimiteit

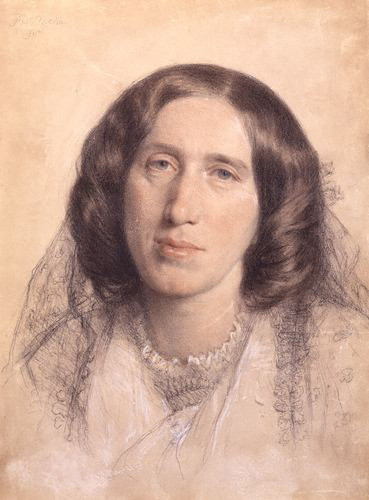
Mary Ann Evans, beter bekend onder haar pseudoniem George Eliot

Er zijn veel verschillende redenen waarom voor een pseudoniem kan worden gekozen, waarom zogeheten pseudonimiteit gewenst wordt geacht:
- Om de persoonlijke identiteit voor verwanten, het publiek of de autoriteiten af te schermen, bijvoorbeeld vanwege censuur, auteursrecht of het clandestiene karakter van het werk. Voor zijn satirische anti-jezuïtische geschriften koos Blaise Pascal de naam A. Dettonville. De uitvinder van Bitcoin gebruikte het pseudoniem Satoshi Nakamoto omdat zijn uitvinding hem in het vizier bracht van autoriteiten. Nog steeds is niet bekend wie erachter schuilgaat.
- Voor meer prestige, bijvoorbeeld de latinisering van de persoonsnaam, zoals Paracelsus voor Von Hohenheim.
- Uit onzekerheid over de waarde van het eigen werk. Zo gebruikten filmregisseurs het pseudoniem Alan Smithee als de film dusdanig door de filmstudio was bewerkt dat ze er niet meer achter stonden.
- Om mogelijke vooroordelen tegen te gaan, zoals vrouwen die een mannennaam aannemen omdat hun werk anders niet naar waarde werd geschat, bijvoorbeeld George Sand voor Amandine Dupin, Currer Bell voor Charlotte Brontë, George Eliot voor Mary Ann Evans en Annie Caroline Pontifex Fernhout-Toorop die schilderde als Charley Toorop of J.K. Rowling die ook schrijft onder de naam Robert Galbraith.
- Voor het maken van onderscheid tussen ongelijksoortige werkzaamheden, zoals tussen iemands persoonlijke en artistieke of publieke leven, bijvoorbeeld het schrijven van romans naast het bedrijven van wetenschap, bijvoorbeeld de auteur Andreas Burnier, pseudoniem van Catharina Irma Dessaur, die onder eigen naam hoogleraar was.
- Uit afkeer van de eigen naam, wegens alledaagsheid of belachelijke of hatelijke betekenis of oorsprong, bijvoorbeeld André van Duin.
- Om te verbergen of juist voor te wenden dat men van buitenlandse oorsprong is of tot een etnisch-culturele minderheid behoort. Een buitenlandse achternaam kan reden voor discriminatie of juist modieus interessant zijn. Musici gaven zich uit voor Italianen en migranten passen vaak hun naam aan aan de hoofdtaal in het land van aankomst.
- Om niet te worden verward met een beroemde naamgenoot, zoals de auteur Hendrik Jan Marsman, die ter onderscheiding van de dichter Hendrik Marsman de schrijversnaam J. Bernlef koos.
- Om een familieband te verhullen, zoals de acteur Nicolas Cage, die geboren werd als Nicolas Coppola, maar niet wenste te profiteren van zijn beroemde familienaam.
- Om als schrijverscollectief onder één naam naar buiten te kunnen treden, bijvoorbeeld Nicci French.
- Om een extra e-mailadres te gebruiken naast of in plaats van het eigenlijke e-mailadres. 'Alias' is hiervoor een veelgebruikt jargon-begrip onder internettechnici. Voor het extra adres is er geen eigen mailbox; mail aan het alias-adres wordt meteen automatisch doorgestuurd naar het eigenlijke e-mailadres. Dit wordt bijvoorbeeld toegepast om gemakkelijk verschillende correspondenties in het mail-archief uit elkaar te houden.